# Saint Momble
Saint Momble est un apôtre de Chauny du VIIe siècle.

## Biographie
D'origine irlandaise, il vient en France avec saint Gobain et saint Fursy et se retire au monastère de Lagny-sur-Marne dont il devient l'abbé. Saint Eloy l'envoie alors évangéliser les alentours de Chauny. Il s'installe à Condren où il finit sa vie. 
Son corps est déposé à sa mort à son oratoire puis à l'église Notre-Dame de Chauny. En 1567, les calvinistes profanent ses reliques et l'on ne sauve que sa tête que l'on conserve alors dans le trésor de l'église. On le fête à Chauny tous les 18 novembre. 
Patron de la ville, la foire de Chauny a longtemps gardé le nom de Sainte-Momble.